# Elizabeth Hall
Elizabeth Hall (nota anche come Elizabeth Nash, Elizabeth Bernard e Lady Bernard; Stratford-upon-Avon, 21 febbraio 1608 – Abington, 17 febbraio 1670) è stata la nipote di William Shakespeare e, alla sua morte senza figli, la sua ultima discendente nota.

## Biografia
Elizabeth Hall nacque il 21 febbraio 1608 a Stratford-upon-Avon, da John Hall e Susanna Shakespeare, figlia maggiore del drammaturgo William Shakespeare. Venne battezzata nella Chiesa della Trinità il giorno stesso della sua nascita. Era la loro unica figlia, la prima nipote di Shakespeare e l'unica che lui conobbe, dal momento che i suoi tre cugini, figli di Judith, nacquero solo dopo la sua morte del 1616. 
Nel 1626, sposò Thomas Nash (20 giugno 1593 - 1647), membro del Manor and Lordship of Shottery. Nash era un fervente realista e aveva sostenuto finanziariamente, con un importo di 100 sterline, Carlo I durante la guerra civile. In ringraziamento, nel 1643 la regina Enrichetta Maria soggiornò dai Nash a New Place. Elizabeth rimase vedova il 6 aprile 1647. Secondo il testamento di suo marito, stilato il 22 agosto 1642, ereditò la loro casa di Chapel Street, ma il grosso del patrimonio andò piuttosto a un cugino del marito, Edward Nash. 

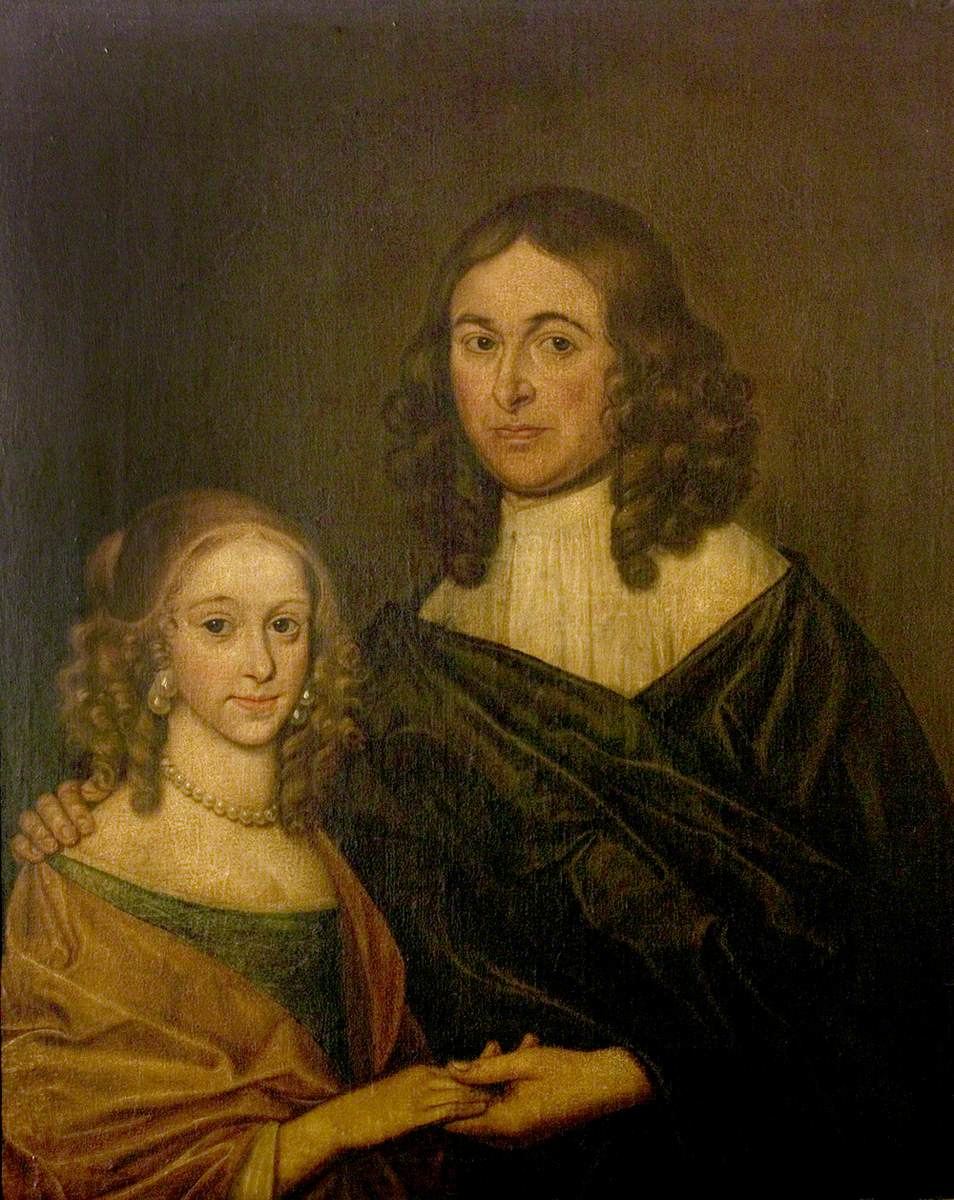
Elizabeth col suo primo marito, Thomas Nash

Il 5 giugno 1649, a Abington, Elizabeth si risposò con John Bernard (23 agosto 1604 – 5 marzo 1674), un proprietario terriero vedovo e con diversi figli. Si erano probabilmente incontrati tramite comuni conoscenze nella cerchia realista. Cinque settimane dopo le nozze, Susanna Hall morì, lasciando Elizabeth come unica erede. La coppia si trasferì perciò a New Place, a Stratford. Bernard era stato un forte realista durante la guerra e dopo la Restaurazione del 1660 venne ricompensato col titolo di cavaliere, emesso il 25 settembre 1661, rendendo Elizabeth Lady Bernard. A quel punto i due si trasferirono a Bernard Hall a Abington, nel Northamptonshire.
Nel 1662, sua zia Judith morì. Essendo Judith sopravvissuta a tutti i suoi figli, Elizabeth rimase l'unica discendente nota di Shakespeare, la cui linea s'interruppe alla sua morte senza figli il 17 febbraio 1670. Venne sepolta a Abington nella Chiesa dei Santi Pietro e Paolo, dove sorge una targa in sua memoria.
Bernard Hall è oggi l'Abington Park Museum, mentre i terreni annessi sono stati trasformati in parco pubblico.